# 1988年ソウルオリンピックのオーストラリア選手団
1988年ソウルオリンピックのオーストラリア選手団（1988ねんソウルオリンピックのオーストラリアせんしゅだん）は、1988年9月17日から10月2日にかけて韓国のソウルで開催された1988年ソウルオリンピックのオーストラリア選手団、およびその競技結果。

## 概要
今大会は金メダル3個、銀メダル6個、銅メダル5個の合計14個のメダルを獲得した。

## メダル
| メダル | 選手名                                                                                                   | 競技       | 種目                      |
| ------ | --- | ---------- | ------------------------- |
| 金     | デビー・フリントフ＝キング                                                                               | 陸上       | 女子400mハードル          |
| 金     | ダンカン・アームストロング                                                                               | 競泳       | 男子200m自由形            |
| 銀     | リサ・マーチン                                                                                           | 陸上       | 女子マラソン              |
| 銀     | ダンカン・アームストロング                                                                               | 競泳       | 男子400m自由形            |
| 銀     | マーティン・ヴィニコンブ                                                                                 | 自転車     | 男子1000mタイムトライアル |
| 銀     | ディーン・ウッズ                                                                                         | 自転車     | 男子4000m個人追い抜き     |
| 銀     | グラハム・チェニー                                                                                       | ボクシング | 男子ライトウェルター級    |
| 銅     | ジュリー・マクドナルド                                                                                   | 競泳       | 女子800m自由形            |
| 銅     | ゲリー・ネイワンド                                                                                       | 自転車     | 男子スプリント            |
| 銅     | スコット・マグローリー ブレット・ダットン ウェイン・マッカーニー ステフェン・マグレード ディーン・ウッズ | 自転車     | 男子4000m団体追い抜き     |
| 銅     | ウェンディ・ターンブル エリザベス・スマイリー                                                            | テニス     | 女子ダブルス              |